# Brauroneion

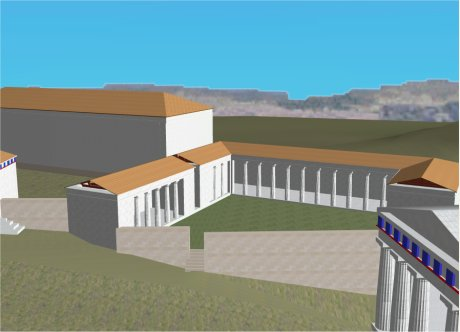
Rekonstruktionsgraphik des Heiligtums der Artemis Brauronia. Rechts davon die Propyläen, links die Chalkotheke

Das Brauroneion war das Heiligtum der Artemis Brauronia auf der Athener Akropolis, das während der Herrschaft des Peisistratos geweiht wurde. Die brauronische Artemis, Schutzgöttin der Schwangeren und Gebärenden, hatte ihr Hauptheiligtum in Brauron, einem Demos an der Ostküste Attikas. Der heilige Bezirk auf der Akropolis hatte einen unregelmäßig trapezförmigen Grundriss und besaß keinen Tempel. Stattdessen diente eine Säulenhalle, eine Stoa, in dieser Funktion. Die etwa 38 Meter lange und 6,80 Meter tiefe Stoa stand an der südwestlichen Umfassungsmauer der Akropolis und öffnete sich nach Norden. An ihren Ecken befanden sich zwei risalitartige geschlossene Seitenflügel von etwa 9,30 Meter Länge. Der gesamte westliche, heute verlorene Teil, stand auf der mykenischen Umfassungsmauer der Akropolis. Von ihrer Ostseite haben sich nur Abarbeitungen im Fels, die der Aufnahme von Mauern dienten, sowie einige wenige Werkstücke aus Kalkstein erhalten. 
In einem der Flügel wurde das hölzerne Kultbild der Gottheit aufbewahrt. Wandten sich Frauen um Hilfe bittend an Artemis, stifteten sie Kleidungsstücke, die dem Kultbild umgelegt wurden. 346 v. Chr. wurde ein zweites Kultbild aufgestellt, das laut Pausanias ein Werk des Praxiteles war.
Der Eingang zu dem kleinen heiligen Bezirk befand sich nahe der Nord-Ost-Ecke und wird durch sieben in den Fels gehauene Treppenstufen markiert. Stufen und nördliche Einfriedung wurden vermutlich von Mnesikles im Zusammenhang mit dem Bau der Propyläen angelegt. Die Datierung der Anlage ist unsicher. Allgemein wird aber eine Bauzeit um 430 v. Chr. im Zusammenhang mit dem Bau der Propyläen angenommen.